# Fairfield Township (comté de Buena Vista, Iowa)
Fairfield Township est un township, du comté de Buena Vista en Iowa, aux États-Unis,.

## Source de la traduction
- (en) Cet article est partiellement ou en totalité issu de l’article de Wikipédia en anglais intitulé « Fairfield Township, Buena Vista County, Iowa » (voir la liste des auteurs).